# 27 octobre 1970
Le mardi 27 octobre 1970 est le 300e jour de l'année 1970.

## Naissances
- Adrian Erlandsson, batteur suédois de death metal et de black metal
- Alain Boghossian, joueur français de football
- Alama Ieremia, joueur samoan de rugby
- Christophe Ferron, joueur français de football
- Gregorio Vargas, boxeur mexicain
- Hugues Daussy, historien français
- Jonathan Stroud, écrivain britannique
- Juan Pablo Varsky, journaliste argentin
- Jussi Niinistö, homme politique finnois
- Karl Backman, musicien, illustrateur et peintre suédois
- Marco Negri, joueur italien de football
- Najla Bouriel, femme politique tunisienne
- Ruslana Taran, skipper ukrainienne, nommée Marin de l'année en 1997
- Sergueï Filine, danseur classique et chorégraphe russe
- Theodore Melfi, réalisateur américain

## Décès
- Jerzy Waldemar Jarocinski (né le 10 janvier 1893), critique d'art
- Kyösti Luukko (né le 17 février 1903), lutteur finlandais

## Événements
- Sortie du film indien L'Adversaire